# Renfe série 592.3
La série 592.3 est une petite série de deux autorails de la Renfe, les chemins de fer espagnols.

## Origine des engins
Lors de la construction des TL série 596, l'équipe de recherche chargée d'étudier le nouveau modèle avait un instant envisagé la possibilité de réaliser une composition double. La configuration des 593 provoque finalement l'abandon du projet. Il se concrétise deux ans plus tard, mais sur la base d'un 592.

## Conception
Les ateliers centraux de Valladolid (TCR), chargés de réparer un certain nombre d'autorails endommagés, se retrouvent rapidement devant le problème de la transformation des remorques en motrices. Devant la complexité de l'opération, testée sur la remorque 592-021, celle-ci est abandonnée. Une nouvelle composition double est formée avec la 592-026 et la 592-071M (accidentée le 1er juillet 1998 entre Aguilas et Almendricos). Tout l'intérieur est refait, avec sièges anti-vandalisme, réfection de l'éclairage, indicateurs acoustiques de fermeture des portes. De nouveaux moteurs plus modernes et plus puissants sont installés, mais tarés à la même puissance que sur les 592. La première unité est renumérotée comme 592-301, la seconde comme 592-501. L'ensemble reçoit la livrée Cercanias à Fuencarral. Le deuxième élément de la sous-série provient du jumelage des motrices 592-O72 et de la remorque 592-021. Il est livré en janvier 2000.

## Service
La 592-301 est livrée à l'exploitation en novembre 1999. L'agglomération valencienne cherche justement des engins bi-caisses pour réaliser certains services, en particulier sur les lignes C3 Valence-Utiel et C5 Valence-Caudiel, où l'on utilise un couplage de 596 qui ne sont pas prévus pour cette tâche. Dès leurs livraison début 2000, les 592-300 sont engagés sur ces lignes.